# Prost Grand Prix
Prost Grand Prix byl tým Formule 1, který závodil v letech 1997–2001. Tým se jmenoval po bývalém světovém šampionovi Alainu Prostovi a vznikl v roce 1997 koupí stáje Ligier.
Za tento tým odjel tři závody v poslední sezóně mj. český automobilový závodník Tomáš Enge.
Když Alain Prost roku 1997 převzal coby nový majitel stáj Ligier, snil nejeden fanda ve Francii o podobné vlně úspěchů, na jaké maličký kudrnáč plaval už jako jezdec. Opak se ale stal pravdou. Se stájí čtyřnásobného mistra světa to šlo od desíti k pěti a typ AP04 představoval poslední hřebík do rakve stáje.
Po málo úspěšné spolupráci s dodavatelem motorů Peugeot si Prost pro sezonu 2001 zajistil pohonné jednotky Ferrari, za které ovšem zaplatil sponzor Acer a náležitě si ji přejmenoval. Slabé výsledky posledních let vedly i k tomu, že jej opustili i hlavní sponzoři Gauloises a Yahoo a Prost byl nucen prodat kokpit č.2 své Equipe Bleu jezdcům, jejichž nadání jistě neodpovídalo jeho náročným plánům. Začátek sezony tým absolvoval s hvězdnou jedničkou Jeanem Alesim a pomalým Gastónem Mazzacanem z Argentiny. Stalo se několik významných událostí.
Když Mazzacanemu došly peníze, posadil Alain do svého vozu Luciana Burciho s věnem od Fordu. Ani Brazilec nedosáhl na body. Pak přišla opět řada neúspěchů.
Alesi mezi tím 2x bodoval. Na Alesiho plat už ale Prost také neměl. Francouze tedy nahradil Heinz-Harald Frentzen a je ironií osudu, že si právě on takto s Alesim prohodil místo u Jordanu. V kvalifikaci v Belgii byl Heinz-Harald Frentzen čtvrtý. Za otřeseného Burtiho hledali Francouzi náhradu, která by je udržela nad vodou a našli Tomáše Engeho s jeho uzlíčkem dolarů od Antonína Charouze.
V poslední z Grand Prix sezóny 2001, v Suzuce, udělalo Frentzenovo 12. místo dojem, ale i definitivní tečku za stájí Alaina Prosta. Žádný z pokusů vzkřísit tým v zimě 2001/2002 nevyšel, a Formule 1 měla o soukromníka méně. Alain Prost se stal jedním z mnoha příkladů toho, že dobrý jezdec nemusí být zákonitě i dobrým manažerem – jak to před ním již ukázali Arturo Merzario, Graham Hill, Emerson Fittipaldi nebo Niki Lauda.

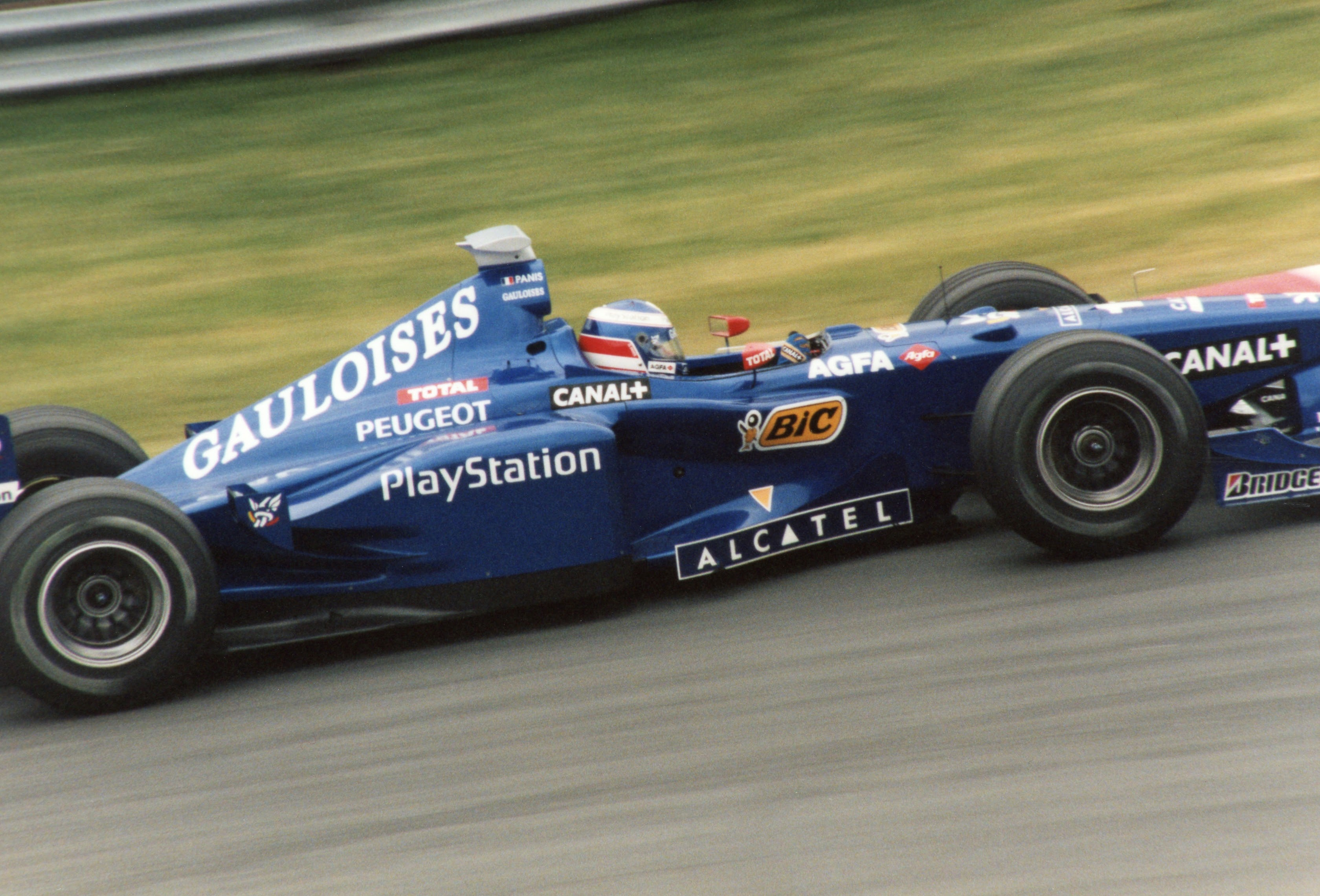
Olivier Panis během sezóny 1998

## Kompletní výsledky ve Formuli 1
| Legenda k tabulce | Legenda k tabulce                                                                       |
| Barva             | Výsledek                                                                                |
| ----------------- | --------------------------------------------------------------------------------------- |
| Zlatá             | Vítěz                                                                                   |
| Stříbrná          | 2. místo                                                                                |
| Bronzová          | 3. místo                                                                                |
| Zelená            | Bodované umístění                                                                       |
| Modrá             | Nebodované umístění                                                                     |
| Modrá             | Dokončil neklasifikován (NC)                                                            |
| Fialová           | Odstoupil (Ret)                                                                         |
| Červená           | Nekvalifikoval se (DNQ)                                                                 |
| Červená           | Nepředkvalifikoval se (DNPQ)                                                            |
| Černá             | Diskvalifikován (DSQ)                                                                   |
| Bílá              | Nestartoval (DNS)                                                                       |
| Bílá              | Závod zrušen (C)                                                                        |
| Světle modrá      | Pouze trénoval (PO)                                                                     |
| Světle modrá      | Páteční testovací jezdec (TD)                                                           |
| Bez barvy         | Netrénoval (DNP)                                                                        |
| Bez barvy         | Vyřazen (EX)                                                                            |
| Bez barvy         | Nepřijel (DNA)                                                                          |
| Bez barvy         | Odvolal účast (WD)                                                                      |
| Bez barvy         | Nezúčastnil se (prázdné)                                                                |
| Označení          | Význam                                                                                  |
| Tučnost           | Pole position                                                                           |
| Kurzíva           | Nejrychlejší kolo                                                                       |
| †                 | Jezdec nedojel do cíle, ale byl klasifikován, protože odjel více než 90 % délky závodu. |
| ‡                 | Byl udělován poloviční počet bodů, protože bylo odjeto méně než 75 % délky závodu.      |
| Horní index       | Umístění bodujících jezdců ve sprintu                                                   |

| Rok  | Šasi | Motor                        | Pneu | Jezdci                | 1   | 2   | 3   | 4   | 5   | 6   | 7   | 8   | 9   | 10  | 11  | 12  | 13  | 14  | 15  | 16  | 17  | Body | Umístění |
| ---- | ---- | ---------------------------- | ---- | --------------------- | --- | --- | --- | --- | --- | --- | --- | --- | --- | --- | --- | --- | --- | --- | --- | --- | --- | ---- | -------- |
| 1997 | JS45 | Mugen-Honda MF-301HB 3.0 V10 | B    |                       | AUS | BRA | ARG | SMR | MON | ESP | CAN | FRA | GBR | GER | HUN | BEL | ITA | AUT | LUX | JPN | EUR | 21   | 6. místo |
| 1997 | JS45 | Mugen-Honda MF-301HB 3.0 V10 | B    | Olivier Panis         | 5   | 3   | Ret | 8   | 4   | 2   | 11  |     |     |     |     |     |     |     | 6   | Ret | 7   | 21   | 6. místo |
| 1997 | JS45 | Mugen-Honda MF-301HB 3.0 V10 | B    | Jarno Trulli          |     |     |     |     |     |     |     | 10  | 8   | 4   | 7   | 15  | 10  | Ret |     |     |     | 21   | 6. místo |
| 1997 | JS45 | Mugen-Honda MF-301HB 3.0 V10 | B    | Šindži Nakano         | 7   | 14  | Ret | Ret | Ret | Ret | 6   | Ret | 11  | 7   | 6   | Ret | 11  | Ret | Ret | Ret | 10  | 21   | 6. místo |
| 1998 | AP01 | Peugeot A16 3.0 V10          | B    |                       | AUS | BRA | ARG | SMR | ESP | MON | CAN | FRA | GBR | AUT | GER | HUN | BEL | ITA | LUX | JPN |     | 1    | 9. místo |
| 1998 | AP01 | Peugeot A16 3.0 V10          | B    | Olivier Panis         | 9   | Ret | 15  | 11  | 16  | Ret | Ret | 11  | Ret | Ret | 15  | 12  | DNS | Ret | 12  | 11  |     | 1    | 9. místo |
| 1998 | AP01 | Peugeot A16 3.0 V10          | B    | Jarno Trulli          | Ret | Ret | 11  | Ret | 9   | Ret | Ret | Ret | Ret | 10  | 12  | Ret | 6   | 13  | Ret | 12  |     | 1    | 9. místo |
| 1999 | AP02 | Peugeot A18 3.0 V10          | B    |                       | AUS | BRA | SMR | MON | ESP | CAN | FRA | GBR | AUT | GER | HUN | BEL | ITA | EUR | MAL | JPN |     | 9    | 7. místo |
| 1999 | AP02 | Peugeot A18 3.0 V10          | B    | Olivier Panis         | Ret | 6   | Ret | Ret | Ret | 9   | 8   | 13  | 10  | 6   | 10  | 13  | 11  | 9   | Ret | Ret |     | 9    | 7. místo |
| 1999 | AP02 | Peugeot A18 3.0 V10          | B    | Jarno Trulli          | Ret | Ret | Ret | 7   | 6   | Ret | 7   | 9   | 7   | Ret | 8   | 12  | Ret | 2   | Ret | Ret |     | 9    | 7. místo |
| 2000 | AP03 | Peugeot A20 3.0 V10          | B    |                       | AUS | BRA | SMR | GBR | ESP | EUR | MON | CAN | FRA | AUT | GER | HUN | BEL | ITA | USA | JPN | MAL | 0    | NC       |
| 2000 | AP03 | Peugeot A20 3.0 V10          | B    | Jean Alesi            | Ret | Ret | Ret | 10  | Ret | 9   | Ret | Ret | 14  | Ret | Ret | Ret | Ret | 12  | Ret | Ret | 11  | 0    | NC       |
| 2000 | AP03 | Peugeot A20 3.0 V10          | B    | Nick Heidfeld         | 9   | Ret | Ret | Ret | 16  | EX  | 8   | Ret | 12  | Ret | 12  | Ret | Ret | Ret | 9   | Ret | Ret | 0    | NC       |
| 2001 | AP04 | Acer 01A 3.0 V10             | M    |                       | AUS | MAL | BRA | SMR | ESP | AUT | MON | CAN | EUR | FRA | GBR | GER | HUN | BEL | ITA | USA | JPN | 4    | 9. místo |
| 2001 | AP04 | Acer 01A 3.0 V10             | M    | Jean Alesi            | 9   | 9   | 8   | 9   | 10  | 10  | 6   | 5   | 15  | 12  | 11  | 6   |     |     |     |     |     | 4    | 9. místo |
| 2001 | AP04 | Acer 01A 3.0 V10             | M    | Heinz-Harald Frentzen |     |     |     |     |     |     |     |     |     |     |     |     | Ret | 9   | Ret | 10  | 12  | 4    | 9. místo |
| 2001 | AP04 | Acer 01A 3.0 V10             | M    | Gastón Mazzacane      | Ret | 12  | Ret | Ret |     |     |     |     |     |     |     |     |     |     |     |     |     | 4    | 9. místo |
| 2001 | AP04 | Acer 01A 3.0 V10             | M    | Luciano Burti         |     |     |     |     | 11  | 11  | Ret | 8   | 12  | 10  | Ret | Ret | Ret | DNS |     |     |     | 4    | 9. místo |
| 2001 | AP04 | Acer 01A 3.0 V10             | M    | Tomáš Enge            |     |     |     |     |     |     |     |     |     |     |     |     |     |     | 12  | 14  | Ret | 4    | 9. místo |